# Fukaya, Saitama
Fukaya (深谷市 Fukaya-shi) là một thành phố thuộc tỉnh Saitama, Nhật Bản.